# Brian Greene (basketballer)
Brian Greene (Thornton, 30 augustus 1981) is een Amerikaans voormalig basketballer.

## Carrière
Greene speelde collegebasketbal voor de Colorado State Rams van 1999 tot 2003. Hij werd niet gekozen in de NBA draft en tekende een contract in de Poolse competitie bij KK Włocławek waar hij speelde tot in januari 2004. Nog hetzelfde seizoen tekende hij bij Liège Basket waar hij tot in 2005 zou spelen. Het seizoen erop tekende hij bij reeksgenoot RBC Verviers Pepinster. In de zomer van 2006 speelde hij voor de New York Knicks in de NBA Summer League. Hij tekende erna voor LDLC ASVEL uit de Franse competitie voor het seizoen 2006/07.
In de zomer van 2007 speelde hij opnieuw voor de New York Knicks in de NBA Summer League. Hij tekende daarna bij het Turkse Galatasaray SK Maar tekende in november 2007 al bij de Colorado 14ers uit de NBA D-League waar hij twee keer uitviel met blessures en in februari 2008 werd zijn contract ontbonden. Hij speelde de rest van het seizoen uit bij Köln 99ers in de Duitse competitie. In de zomer van 2008 speelde hij in de NBA Summer League voor de Utah Jazz. In september 2008 werd hij in de zevende ronde als veertiende gekozen in de NBA Development League expansion draft door de Erie BayHawks maar zou niet tekenen bij de club.
Hij tekende daarna bij de Franse eersteklasser Orléans Loiret Basket waar hij een seizoen speelde. In 2009 keerde hij terug naar de Belgische competitie en tekende bij Okapi Aalstar voor een seizoen als vervanger van de geblesseerde Damian Cantrell. Het seizoen erop tekende hij bij reeksgenoot Spirou Charleroi voor een seizoen. Tussen 2011 en 2015 speelde hij opnieuw voor Orléans Loiret Basket in de Franse competitie. In 2015 speelde hij nog kort bij JSF Nanterre.

## Erelijst
- Belgisch landskampioen: 2011